# Risiocnemis laguna
Risiocnemis laguna – gatunek ważki z rodziny pióronogowatych (Platycnemididae). Endemit filipińskiej wyspy Luzon; znany tylko z trzech okazów typowych (dwa samce i samica) odłowionych w czerwcu 1916 roku w Paete, po przeciwnej stronie Laguna de Bay niż Manila.